# Соња Веселиновић
Соња Веселиновић (9. децембар 1981, Нови Сад) српска је књижевна историчарка, компаратисткиња, преводитељка и књижевница.

## Биографија
Завршила је студије Компаративне књижевности на Филозофском факултету у Новом Саду 2005. године. На истом факултету магистрирала је 2009. године са темом „Функционално двојство преводилачке и песничке поетике у делу Ивана В. Лалића”, а 2014. године одбранила докторску дисертацију под насловом „Рецепција модерног англо-америчког песништва у српској књижевности друге половине XX veka”. Од 2009. године запослена је на Одсеку за компаративну књижевност Филозофског факултета у Новом Саду и предаје курсеве из књижевности 19. и 20. века, поетике, теорије превођења, модерне драме, интердисциплинарног проучавања књижевности.
Чланица је уредништва књижевног часописа Поља од 2007. године.
Објавила је студије Преводилачка поетика Ивана В. Лалића 2012. године, и Рецепција, канон, циљна култура 2018. године. Приредила је књиге Иван В. Лалић, књ. 86, и Владислав Петковић Дис (2021), у оквиру антологијске едиције Десет векова српске књижевности Матице српске.
Победница је Фестивала младих песника у Зајечару 2007. године, у оквиру којег је 2008. објавила књигу Поема преко. 2014. године објавила је лирски роман Кросфејд (Културни центар Нови Сад), а 2020. песничку збирку Проклизавање (Повеља, Краљево).
Била је чланица жирија за доделу Награде „Десанка Максимовић” за 2018-2021. годину, Млади Дис, Прва књига Матице српске, Мирослав Антић.

## Награде
- Награда „Борислав Пекић”,  за синопсис романа Кросфејд, 2009.
- Награда „Исидора Секулић”, за роман Кросфејд, 2014.
- Награда „Биљана Јовановић” Српског књижевног друштва, за књигу поезије Проклизавање, 2021.

## Дела

### Проза
- Поема преко (Зајечар, 2008)
- Кросфејд (Нови Сад, 2013)

### Монографије
- Преводилачка поетика Ивана В. Лалића (Нови Сад, 2012)
- Рецепција, канон, циљна култура: слика модерног англоамеричког песништва у савременој српској књижевности (Нови Сад, 2012)

### Преводи
- Милан Кундера, Сусрет (Београд, 2009)